# Діді-Самсарі
Діді-Самсарі (груз. დიდი სამსარი) — село в Грузії.
За даними перепису населення 2014 року в селі проживає 337 осіб.